# Swanscombemänniskan
Swanscombemänniskan är ett förhistoriskt arkeologisk fynd bestående av tre fossila fragment från ett mänskligt kranium tillhörande en ung kvinnlig individ som 1935, 1936 och 1955 upptäcktes nära orten Swanscombe i England. Swanscombemänniskan har daterats till en ålder av omkring 300 000 år. Fyndet har oftast beskrivits som en arkaisk Homo sapiens, även kallad Homo heidelbergensis. Det har även beskrivits som Homo swanscombensis.